# Wersje Microsoft Windows
Ta strona przedstawia listę wszystkich wersji Microsoft Windows.

## Wersje klienckie
Ta sekcja przedstawia wersje klienckie Windows, które mogą być zainstalowane na wszelkiego rodzaju komputerach osobistych.
| Nazwa                       | Data wydania         | Numer wersji | Edycje | Najnowsza wersja                         |
| --------------------------- | -------------------- | ------------ | --- | ---------------------------------------- |
| Windows 11                  | 5 października 2021  | NT 10.0      | - Windows 11 Home - Windows 11 Pro - Windows 11 Pro for Workstations - Windows 11 Pro Education - Windows 11 Education - Windows 11 Enterprise - Windows 11 School edition                                                                                    | 24H2 (aktualizacja 01 października 2024) |
| Windows 10                  | 29 lipca 2015        | NT 10.0      | - Windows 10 Home - Windows 10 Pro - Windows 10 Education - Windows 10 Enterprise - Windows 10 Pro for Workstations - Windows 10 Pro Education - Windows 10 S - Windows 10 Enterprise LTSC                                                                    | 22H2 (aktualizacja 18 października 2022) |
| Windows 8.1                 | 17 października 2013 | NT 6.3       | - Windows 8.1 - Windows 8.1 Pro - Windows 8.1 Enterprise - Windows 8.1 with Bing | 9600                                     |
| Windows 8                   | 26 października 2012 | NT 6.2       | - Windows 8 - Windows 8 Pro - Windows 8 Enterprise | 9200                                     |
| Windows 7                   | 22 października 2009 | NT 6.1       | - Windows 7 Starter - Windows 7 Home Basic - Windows 7 Home Premium - Windows 7 Professional - Windows 7 Enterprise - Windows 7 Ultimate - Windows Thin PC | 7601 (Service Pack 1)                    |
| Windows Vista               | 30 stycznia 2007     | NT 6.0       | - Windows Vista Starter - Windows Vista Home Basic - Windows Vista Home Premium - Windows Vista Business - Windows Vista Enterprise - Windows Vista Ultimate                                                                                                  | 6002 (Service Pack 2)                    |
| Windows XP Professional x64 | 25 kwietnia 2005     | NT 5.2       | n/d | 3790 (Service Pack 2)                    |
| Windows XP                  | 25 października 2001 | NT 5.1       | - Windows XP Starter - Windows XP Home - Windows XP Professional - Windows XP 64-bit Edition - Windows Fundamentals for Legacy PCs (8 lipca 2006) | 2600 (Service Pack 3)                    |
| Windows ME                  | 14 września 2000     | 4.90         | n/d | 3000                                     |
| Windows 2000                | 17 lutego 2000       | NT 5.0       | - Windows 2000 Professional | 2195                                     |
| Windows 98                  | 25 czerwca 1998      | 4.10         | - Windows 98 - Windows 98 Second Edition (Wydanie drugie) (23 kwietnia 1999) | 2222 A                                   |
| Windows NT 4.0              | 24 kwietnia 1996     | NT 4.0       | Windows NT 4.0 Workstation | 1381 (Service Pack 6a)                   |
| Windows 95                  | 24 kwietnia 1995     | 4.00         | - Windows 95 - Windows 95 SP1 (31 grudnia 1995) - Windows 95 OSR1 (14 lutego 1996) - Windows 95 OSR2 (24 kwietnia 1996) - Windows 95 USB Supplement to OSR2 (27 sierpnia 1997) - Windows 95 OSR2.1 (27 sierpnia 1997) - Windows 95 OSR2.5 (26 listopada 1997) | 950                                      |
| Windows NT 3.51             | 30 maja 1995         | NT 3.51      | Windows NT 3.51 Workstation | 1057                                     |
| Windows NT 3.5              | 21 września 1994     | NT 3.50      | Windows NT 3.5 Workstation | 807                                      |
| Windows 3.2                 | 22 listopada 1993    | 3.2          | Tylko wersja chińska |                                          |
| Windows for Workgroups 3.11 | Listopad 1993        | 3.11         | n/d |                                          |
| Windows NT 3.1              | 27 lipca 1993        | NT 3.10      | Windows NT 3.1 | 528                                      |
| Windows 3.1                 | Kwiecień 1992        | 3.10         | - Windows 3.1 - Windows for Workgroups 3.1 (Październik 1992) |                                          |
| Windows 3.0                 | 22 maja 1990         | 3.00         | n/d |                                          |
| Windows 2.11                | 13 marca 1989        | 2.11         | - Windows/286 - Windows/386 |                                          |
| Windows 2.10                | 27 maja 1988         | 2.10         | - Windows/286 - Windows/386 |                                          |
| Windows 2.03                | 9 grudnia 1987       | 2.03         | n/d |                                          |
| Windows 1.04                | Kwiecień 1987        | 1.04         | n/d |                                          |
| Windows 1.03                | Sierpień 1986        | 1.03         | n/d |                                          |
| Windows 1.02                | Maj 1986             | 1.02         | n/d |                                          |
| Windows 1.01                | 20 listopada 1985    | 1.01         | n/d |                                          |

## Wersje serwerowe
| Nazwa                  | Data wydania   | Numer wersji | Edycje |
| ---------------------- | -------------- | ------------ | --- |
| Windows Server 2019    | 2018           | NT 10.0      | - Windows Server 2019 Essentials - Windows Server 2019 Standard - Windows Server 2019 Datacenter |
| Windows Server 2016    | 2016           | NT 10.0      | - Windows Server 2016 Essentials - Windows Server 2016 Standard - Windows Server 2016 Datacenter |
| Windows Server 2012 R2 | 2013           | NT 6.3       | - Windows Server 2012 R2 Foundation - Windows Server 2012 R2 Essentials - Windows Server 2012 R2 Standard - Windows Server 2012 R2 Datacenter |
| Windows Server 2012    | 2012           | NT 6.2       | - Windows Server 2012 Foundation - Windows Server 2012 Essentials - Windows Server 2012 Standard - Windows Server 2012 Datacenter - Windows MultiPoint Server 2012 |
| Windows Server 2008 R2 | 2009           | NT 6.1       | - Windows Server 2008 R2 Foundation - Windows Server 2008 R2 Standard - Windows Server 2008 R2 Enterprise - Windows Server 2008 R2 Datacenter - Windows Server 2008 R2 for Itanium-based Systems - Windows Web Server 2008 R2 - Windows Storage Server 2008 R2 - Windows HPC Server 2008 R2 - Windows Small Business Server 2011 - Windows MultiPoint Server 2011 - Windows Home Server 2011 - Windows MultiPoint Server 2010 |
| Windows Server 2008    | 2008           | NT 6.0       | - Windows Server 2008 Standard - Windows Server 2008 Enterprise - Windows Server 2008 Datacenter - Windows Server 2008 for Itanium-based Systems - Windows Server Foundation 2008 - Windows Essential Business Server 2008 - Windows HPC Server 2008 - Windows Small Business Server 2008 - Windows Storage Server 2008 - Windows Web Server 2008                                                                             |
| Windows Server 2003 R2 | 2006           | NT 5.2       | - Windows Small Business Server 2003 R2 - Windows Server 2003 R2 Web Edition - Windows Server 2003 R2 Standard Edition - Windows Server 2003 R2 Enterprise Edition - Windows Server 2003 R2 Datacenter Edition - Windows Compute Cluster Server 2003 (CCS) - Windows Storage Server - Windows Home Server |
| Windows Server 2003    | 2003           | NT 5.2       | - Windows Small Business Server 2003 - Windows Server 2003 Web Edition - Windows Server 2003 Standard Edition - Windows Server 2003 Enterprise Edition - Windows Server 2003 Datacenter Edition - Windows Storage Server |
| Windows 2000           | 17 lutego 2000 | NT 5.0       | - Windows 2000 Server - Windows 2000 Advanced Server - Windows 2000 Datacenter Server |
| Windows NT 4.0         | 29 lipca 1996  | NT 4.0       | - Windows NT 4.0 Server - Windows NT 4.0 Server Enterprise - Windows NT 4.0 Terminal Server Edition |
| Windows NT 3.51        | Czerwiec 1995  | NT 3.51      | Windows NT 3.51 Server |
| Windows NT 3.5         | Wrzesień 1994  | NT 3.50      | Windows NT 3.5 Server |
| Windows NT 3.1         | Sierpień 1993  | NT 3.10      | Windows NT 3.1 Advanced Server |

## Inne wersje

### UrządzeniaARM(np. tablety)
| Nazwa                           | Data wydania            | Numer wersji | Oparty na   | Sprzedawany z                                                                  |
| ------------------------------- | ----------------------- | ------------ | ----------- | ------------------------------------------------------------------------------ |
| Windows RT 8.1                  | 18 października 2013    | NT 6.3       | Windows 8.1 | Tablet (komputer)                                                              |
| Windows RT                      | 26 October 2012         | NT 6.2       | Windows 8   | Tablet (komputer)                                                              |
| Windows XP Tablet PC Edition    | Listopad 2002           | NT 5.1       | Windows XP  | Microsoft Tablet PC                                                            |
| Windows XP Media Center Edition | 2002, 2003, 2004 i 2005 | NT 5.1       | Windows XP  | Home theater personal computer, Network Attached Storage (NAS) i Set-top box'y |

### Urządzenia mobilne
Urządzenia mobilne to m.in. smartfony, tablety oraz komputery kieszonkowe.
- Windows 10 Mobile
- Windows Phone
  - Windows Phone 8.1
  - Windows Phone 8
  - Windows Phone 7.8
  - Windows Phone 7.5
  - Windows Phone 7
- Windows Mobile
  - Windows Mobile 6.5
  - Windows Mobile 6.1
  - Windows Mobile 6.0
  - Windows Mobile 5.0
  - Windows Mobile 2003 SE
  - Windows Mobile 2003
  - Pocket PC 2002
  - Pocket PC 2000
- Windows Embedded
  - Windows Embedded 8
  - Windows Embedded Automotive
  - Windows Embedded Industry
  - Windows XP Embedded
  - Windows NT 4.0 Embedded
- Windows Embedded Compact
  - Windows Embedded Compact 2013
  - Windows Embedded Compact 7
  - Windows Embedded CE 6.0 (2006)
  - Windows CE 5.0 (2005)
  - Windows CE 4.2 (2004)
  - Windows CE 4.1 (2003)
  - Windows CE 4.0 (2002)
  - Windows CE 3.0 (Lipiec 2000)
  - Windows CE 2.12 (Sierpień 1999)
  - Windows CE 2.11 (Październik 1998)
  - Windows CE 2.1 (Lipiec 1998)
  - Windows CE 2.0 (Listopad 1997)
  - Windows CE 1.0 (Listopad 1996)

## Wersje anulowane
- Windows Odyssey – miał być wersją Windows Neptune'a dla klientów korporacyjnych. Później grupy od Windows 2000, Windows Neptune i Windows Odyssey zostały połączone; stworzyły one Windows XP.
- Windows Mobile 7 or Photon – pierwotny następca Windows Mobile, został zastąpiony przez wersję z interfejsem Metro.
- Windows Neptune (27 grudnia 1999) – miał być wersją biznesową oraz dla specjalistów, jednak łatwiejszą w obsłudze niż Windows 2000.
- Windows Nashville (2 maja 1996) – znany jako Windows 96.
- Cairo (29 lutego 1996) – system planowany po Windows NT 4.0.
- Windows 10X - Miał być wersją Windows 10 na urządzenia dwuekranowe, choć potem ogłoszono, że Windows 10X będzie także dostępny na urządzenia jednoekranowe.